# The Rose of Old St. Augustine
The Rose of Old St. Augustine è un cortometraggio muto del 1911 sceneggiato e diretto da Otis Turner.
La protagonista del film era Kathlyn Williams. Tra gli interpreti, Tom Mix che appare nei panni di un indiano.

## Produzione
Il film fu prodotto dalla Selig Polyscope Company.

## Distribuzione
Distribuito dalla General Film Company, il film - un cortometraggio in una bobina - uscì nelle sale cinematografiche statunitensi il 1º giugno 1911.